# Incidente di Ganghwa
L'incidente di Ganghwa (in coreano: 운요호 사건 [雲揚號事件]; Unyo-ho sageon, "incidente dell'Un'yō") per i giapponesi "battaglia di Ganghwa" (in giapponese: 江華島事件; Kōka-tō jiken), è stato uno scontro armato tra il Joseon e il Giappone verificatosi nei pressi dell'isola di Ganghwa il 20 settembre 1875.

## Contesto
Nella seconda metà del XIX secolo la penisola coreana fu teatro di una lotta di potere tra diverse potenze imperiali, tra cui l'Impero russo e la Francia, oltre alla Cina e al Giappone.
In Giappone il rinnovamento Meiji del 1868 pose fine allo shogunato Tokugawa, che durava da 265 anni. Il 19 dicembre 1868 il nuovo governo giapponese inviò al governo coreano un messaggio del sovrano che informava della fondazione della nuova amministrazione giapponese.
I coreani rifiutarono di ricevere la lettera perché conteneva i caratteri cinesi 皇 ("reale, imperiale") e 勅 ("decreto imperiale"). Secondo il sistema politico dell'epoca, solo l'imperatore della Cina era autorizzato a usare questi caratteri. Il loro uso da parte del sovrano giapponese era considerato inaccettabile per i coreani, in quanto implicava che egli fosse un pari dell'imperatore cinese.
I cinesi suggerirono ai coreani di ricevere la lettera del sovrano giapponese, perché la Cina riconosceva la potenza del Giappone. I negoziati a livello governativo tenutisi nel 1875 a Pusan non portarono però a progressi sostanziali. Al contrario, la tensione crebbe, perché i coreani continuarono a rifiutarsi di riconoscere le pretese giapponesi.

## Scontro presso l'sola di Ganghwa

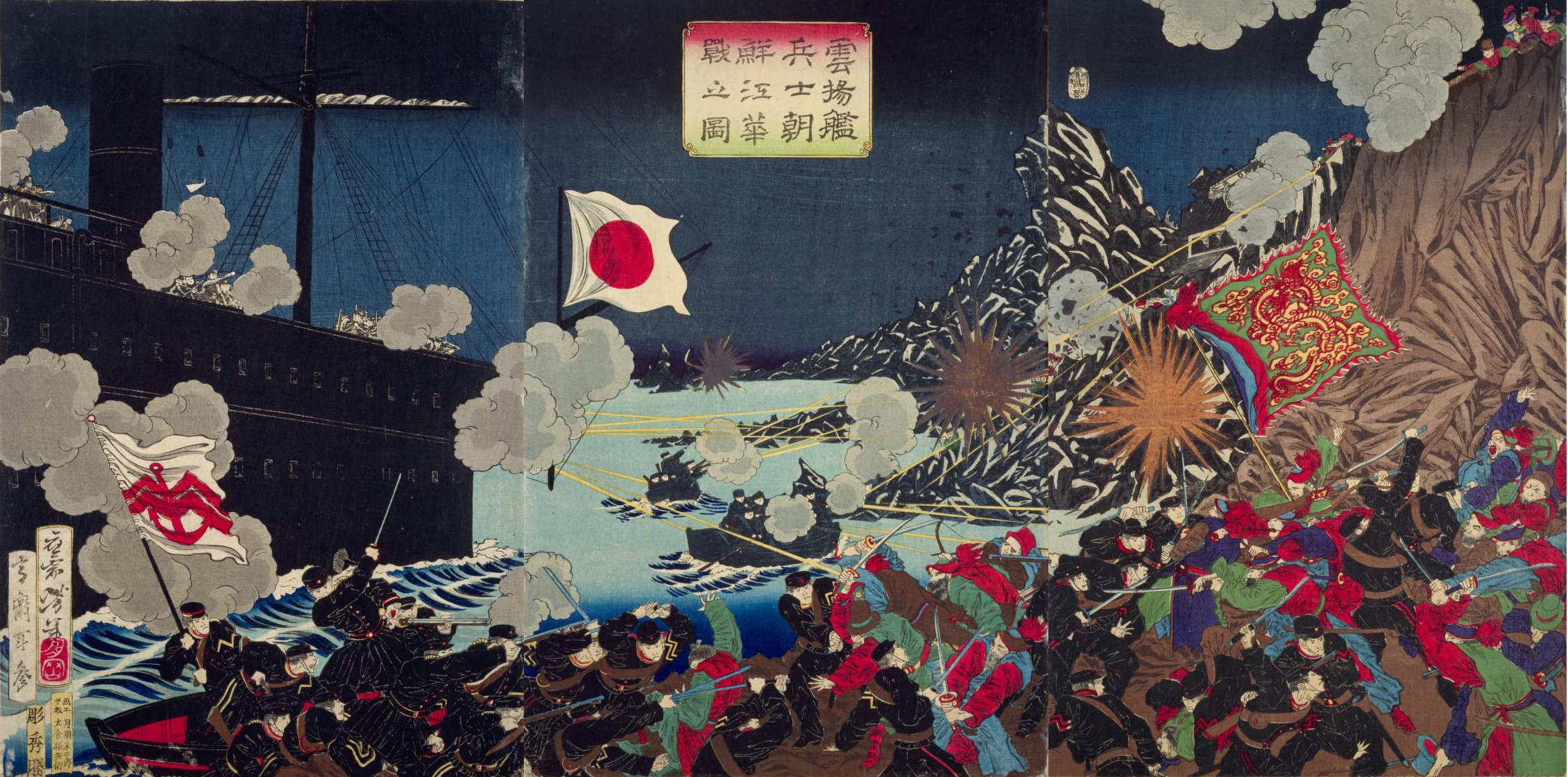
Lo sbarco delle forze dell'Un'yō sull'isola di Ganghwa. Stampa xilografica giapponese

L'isola di Ganghwa era stata teatro di scontri tra le forze coreane e quelle straniere nel decennio precedente. Nel 1866, l'isola fu brevemente occupata durante la campagna francese contro la Corea e nel 1871 fu teatro di una spedizione americana. Il ricordo di quegli scontri era molto fresco e la guarnigione coreana sull'isola era pronta a sparare contro qualsiasi nave straniera in avvicinamento.
La mattina del 20 settembre 1875, la cannoniera giapponese Un'yō, al comando di Inoue Yoshika, fu inviata a ispezionare le acque costiere coreane. Durante il rilevamento della costa occidentale della Corea, i giapponesi fecero sbarcare un gruppo di soldati sull'isola di Ganghwa per chiedere acqua e provviste. Quando le batterie di terra dei forti coreani spararono sull'Un'yō, la risposta giapponese fu rapida e severa. Dopo aver bombardato le fortificazioni coreane, i giapponesi sbarcarono una squadra che incendiò diverse case sull'isola e impegnò le truppe coreane. Armati di fucili moderni, i giapponesi ebbero presto la meglio sui coreani, armati di fucili antiquati. La notizia dell'incidente arrivò a Tokyo il 28 settembre 1875: il giorno seguente il Daijō-kan decise di inviare delle cannoniere a Pusan per proteggere i residenti giapponesi. Inoltre, iniziò a deliberare se inviare o meno una missione in Corea per risolvere l'incidente.

## Conseguenze
Lo scontro comportò 35 morti fra i soldati coreani e due feriti tra quelli giapponesi. Sedici membri della marina coreana furono presi prigionieri e i giapponesi si impossessarono di molte armi nemiche. Dopo l'incidente la marina imperiale giapponese pose il blocco navale sull'area e richiese le scuse ufficiali del governo Joseon. Con l'invio della missione Kuroda e la firma del trattato Giappone-Corea del 1876, la penisola coreana fu aperta al commercio giapponese.